# Distrito de Annecy
El distrito de Annecy es un distrito (en francés arrondissement) de Francia, que se localiza en el departamento Alta Saboya (en francés Haute-Savoie), de la región Ródano-Alpes. Cuenta con 10 cantones y 93 comunas.

## División territorial

### Cantones
Los cantones del distrito de Annecy son:
1. Cantón de Alby-sur-Chéran
2. Cantón de Annecy-Centro
3. Cantón de Annecy-le-Vieux
4. Cantón de Annecy-Noreste
5. Cantón de Annecy-Noroeste
6. Cantón de Faverges
7. Cantón de Rumilly
8. Cantón de Seynod
9. Cantón de Thônes
10. Cantón de Thorens-Glières

### Comunas
| 1. Alby-sur-Chéran (74002)        | 2. Alex (74003)                 | 3. Allèves (74004)                  | 4. Annecy (74010)                     |
| 5. Annecy-le-Vieux (74011)        | 6. Argonay (74019)              | 7. Aviernoz (74022)                 | 8. La Balme-de-Sillingy (74026)       |
| 9. La Balme-de-Thuy (74027)       | 10. Bloye (74035)               | 11. Bluffy (74036)                  | 12. Le Bouchet (74045)                |
| 13. Boussy (74046)                | 14. Chainaz-les-Frasses (74054) | 15. Chapeiry (74061)                | 16. La Chapelle-Saint-Maurice (74060) |
| 17. Charvonnex (74062)            | 18. Chavanod (74067)            | 19. Chevaline (74072)               | 20. Choisy (74076)                    |
| 21. Les Clefs (74079)             | 22. La Clusaz (74080)           | 23. Cons-Sainte-Colombe (74084)     | 24. Cran-Gevrier (74093)              |
| 25. Crempigny-Bonneguête (74095)  | 26. Cusy (74097)                | 27. Cuvat (74098)                   | 28. Dingy-Saint-Clair (74102)         |
| 29. Doussard (74104)              | 30. Duingt (74108)              | 31. Entrevernes (74111)             | 32. Faverges (74123)                  |
| 33. Giez (74135)                  | 34. Le Grand-Bornand (74136)    | 35. Groisy (74137)                  | 36. Gruffy (74138)                    |
| 37. Hauteville-sur-Fier (74141)   | 38. Héry-sur-Alby (74142)       | 39. Lathuile (74147)                | 40. Leschaux (74148)                  |
| 41. Lornay (74151)                | 42. Lovagny (74152)             | 43. Manigod (74160)                 | 44. Marcellaz-Albanais (74161)        |
| 45. Marigny-Saint-Marcel (74165)  | 46. Marlens (74167)             | 47. Massingy (74170)                | 48. Menthon-Saint-Bernard (74176)     |
| 49. Metz-Tessy (74181)            | 50. Meythet (74182)             | 51. Montagny-les-Lanches (74186)    | 52. Montmin (74187)                   |
| 53. Moye (74192)                  | 54. Mésigny (74179)             | 55. Mûres (74194)                   | 56. Nonglard (74202)                  |
| 57. Nâves-Parmelan (74198)        | 58. Les Ollières (74204)        | 59. Poisy (74213)                   | 60. Pringy (74217)                    |
| 61. Quintal (74219)               | 62. Rumilly (74225)             | 63. Saint-Eustache (74232)          | 64. Saint-Eusèbe (74231)              |
| 65. Saint-Ferréol (74234)         | 66. Saint-Félix (74233)         | 67. Saint-Jean-de-Sixt (74239)      | 68. Saint-Jorioz (74242)              |
| 69. Saint-Martin-Bellevue (74245) | 70. Saint-Sylvestre (74254)     | 71. Sales (74255)                   | 72. Sallenôves (74257)                |
| 73. Serraval (74265)              | 74. Seynod (74268)              | 75. Seythenex (74270)               | 76. Sillingy (74272)                  |
| 77. Sévrier (74267)               | 78. Talloires (74275)           | 79. Thorens-Glières (74282)         | 80. Thusy (74283)                     |
| 81. Thônes (74280)                | 82. Val-de-Fier (74274)         | 83. Vallières (74289)               | 84. Vaulx (74292)                     |
| 85. Versonnex (74297)             | 86. Veyrier-du-Lac (74299)      | 87. Les Villards-sur-Thônes (74302) | 88. Villaz (74303)                    |
| 89. Villy-le-Pelloux (74307)      | 90. Viuz-la-Chiésaz (74310)     | 91. Épagny (74112)                  | 92. Étercy (74117)                    |
| 93. Évires (74120)                |                                 |                                     |                                       |